# Johann Caspar Fehr
Johann Caspar Fehr (* 22. Februar 1668 in Schweinfurt; † 20. November 1739 in Schweinfurt) war ein deutscher Mediziner und Stadtphysicus von Schweinfurt.

## Leben
Johann Caspar Fehr war ein Sohn aus zweiter Ehe des Mediziners Johann Michael Fehr.
Nach seinem Studium an der Universität Jena wirkte er als Arzt und später auch als Stadtphysicus, Ratsherr und Reichsvogt von Schweinfurt.
Am 20. November 1719 wurde er mit dem akademischen Beinamen Argonauta III. unter der Matrikel-Nr. 340 zum Mitglied der Leopoldina gewählt.
Der Mediziner Johann Lorenz Fehr war sein Halbbruder.